# Илиу, Виктор
Ви́ктор Или́у (рум. Victor Iliu; 24 ноября 1912, Германштадт, Австро-Венгрия, ныне Сибиу, Румыния — 4 сентября 1968, Рим, Лацио, Италия) — румынский кинорежиссёр.

## Биография
Окончил Коммерческую академию. Работал журналистом и кинокритиком. В 1946—1947 годах учился во ВГИКе у Сергея Эйзенштейна. В 1950—1955 годах преподавал в Институте имени Караджале. В 1963 году стал первым председателем Ассоциации кинематографистов Румынии. Был главным редактором журнала «Cinema».

## Фильмография

### Режиссёр
- 1948 — Год 1848 / Anul 1848 (д/ф, с Жаном Михаилом)
- 1949 — / Scrisoarea lui Ion Marin către Scînteia
- 1950 — У нас в селе / În sat la noi (с Жаном Джорджеску)
- 1953 — Митря Кокор / Mitrea Cocor (с Мариеттой Садовой[рум.], по Михаилу Садовяну, в советском прокате «Мечта сбылась»)
- 1953 — Потерянное письмо / O scrisoare pierdută (с А. С. Александреску)
- 1956 — Счастливая мельница / La moara cu noroc (по Йоану Славичу)
- 1964 — Сокровище старого брода / Comoara din Vadul Vechi (с Лучианом Пинтилие)

## Награды
- 1951 — премия Кинофестиваля в Карловых Варах («У нас в селе»)
- 1952 — премия Кинофестиваля в Карловых Варах («Митря Кокор»)
- 1957 — номинация на «Золотую пальмовую ветвь» 10-го Каннского кинофестиваля («Счастливая мельница»)